# Here for You (skladba, Maraaya)
»Here for You« je evrovizijska skladba in drugi single dua Maraaya iz leta 2015. Skladbo so napisali Raay (glasba, besedilo), Marjetka Volk (glasba) in Charlie Mason (besedilo).

## EMA 2015
28. februarja 2015 sta jo premierno predstavila na 21. izvedbi EME, kjer se je predstavilo skupaj osem izvajalcev, ki jih je strokovna žirija na razpisu izbrala že nekaj mesecev pred tem.
Strokovna žirija (Tinkara Kovač, Darja Švajger in Maja Keuc) je v prvem krogu izbrala dva superfinalista, kjer je potem po telefonskem glasovanju Maraaya z 7311 glasovi prepričljivo premagala Rudija Bučarja.

## Evrovizija 2015
21. maja 2015 je Maraaya nastopila v drugem polfinalu, kjer je z 92 točkami zasedla 5. mesto med sedemnajst nastopajočimi in se kot četrti slovenski predstavnik uvrstila v veliki finale Evrovizije.
23. maja 2015, je v velikem finalu Pesem Evrovizije na Dunaju, z 39 točkami zasedla končno 14. mesto od 27 udeležencev. Vsega skupaj, z obema polfinaloma vred pa je sicer nastopilo 40 držav.
Na odru so Maraayo spremljale tudi pevke Nika Zorjan, Manca Špik in Karin Zemljič ter plesalka/violinistka Lara Balodis Slekovec. V finalu so nastopili kot prvi.

## Snemanje
Producent je bil Raay. Skladba je bila izdana na uradni album kompilaciji prireditve Eurovision Song Contest Vienna 2015 - Building Bridges pri založbi Universal Music Group na zgoščenki.

## Zasedba

### Produkcija
- Raay – glasba, besedilo, aranžma, producent
- Marjetka Vovk – glasba
- Charlie Mason – besedilo
- Art Hunter – aranžma
- Tomass Snare – aranžma

### Studijska izvedba
- Marjetka Vovk – solo vokal
- Raay – spremljava
- Manca Špik – back vokali
- Nika Zorjan – back vokali
- Karin Zemljič – back vokali
- Lara Balodis Slekovec – zračna violina

## Maxi single
- Slovenija" CD Maxi promocijski single[2]

1. »Here for You« (Radio Edit) – 3:24
2. »Here for You« (Tomec & Grabber Guitar Alternative) – 3:58
3. »Here for You« (Rasmus Vienna Remix) – 4:06
4. »Here for You« (featuring Perpetuum Jazzie) – 3:00
5. »Here for You« (Maraaya & Popsing) – 4:06
6. »Here for You« (Instrumental) – 4:06
7. »Here for You« (Rasmus Vienna Remix Instrumental) – 4:06
8. »Here for You« (3 Min Esc Version) – 2:59
9. »Here for You« (Esc Karaoke + Key Intro) – 3:03
10. »Lovin' Me« (Radio Edit) – 3:49

## Lestvice
| Lestvica (2015)                                | Najviška uvrstitev |
| ---------------------------------------------- | ------------------ |
| Avstrija (Ö3 Austria Top 40)                   | 23                 |
| Belgija (Flandrija Ultratip 100)               | 48                 |
| Finska (Suomen virallinen latauslista digital) | 18                 |
| Slovaška (IFP)                                 | 24                 |
| Slovenija (SloTop50)                           | 1                  |
| Švedska Heatseekers (Sverigetopplistan)        | 10                 |

| Lestvica (2016)      | Najviška uvrstitev |
| -------------------- | ------------------ |
| Slovenija (SloTop50) | 10                 |

| Lestvica (2015)      | Najvišja uvrstitev |
| -------------------- | ------------------ |
| Slovenija (SloTop50) | 2                  |

| Lestvica (2016)      | Najvišja uvrstitev |
| -------------------- | ------------------ |
| Slovenija (SloTop50) | 18                 |